# Quines Creek
Quines Creek az Amerikai Egyesült Államok északnyugati részén, Oregon állam Douglas megyéjében elhelyezkedő önkormányzat nélküli település.